# Horní Galilea
Horní Galilea (hebrejsky הגליל העליון‎, ha-Galil ha-eljon) je hornatá oblast na severu Izraele vymezená za západě pobřežím Středozemního moře, na jihu Bejtkeremským údolím, které Horní Galileu odděluje od Dolní, na východě Jordánským údolím a na severu pohořím Libanon.

## Členění
Horní Galilea je severní částí Galileje, oproti Dolní Galileji jsou její vrcholy vyšší (odtud i název „Horní“), údolí užší a hlubší. Rozloha Horní Galileje je okolo 800 km² a obvykle se rozděluje na tři geografické celky:
1. západní – vrcholky zde dosahují výšky okolo 800 m, povrch je rozeklaný hlubokými řekami;
2. centrální – nejvyšší část pohoří, ve které se nachází i nejvyšší hora Har Meron (1208 m);
3. východní – tato část dosahuje výšky 1000 m.

## Podnebí
Klima je v Horní Galileji středomořské vlhké, léta jsou horká a suchá, zimy studené a deštivé. Horní Galilea je nejdeštivější izraelskou oblastí, roční srážky dosahují průměrně v celé oblasti úhrnu 600 mm a počet deštivých dnů je 60-70 za rok.

## Turismus
Tato oblast je značně vyhledávána příznivci pěší turistiky, ročně oblast navštíví okolo 1,5 milionu turistů. Ve 2. polovině 20. století zde rovněž vzniklo cílenou výsadbou několik lesních komplexů, například Les Birija severně od Safedu.

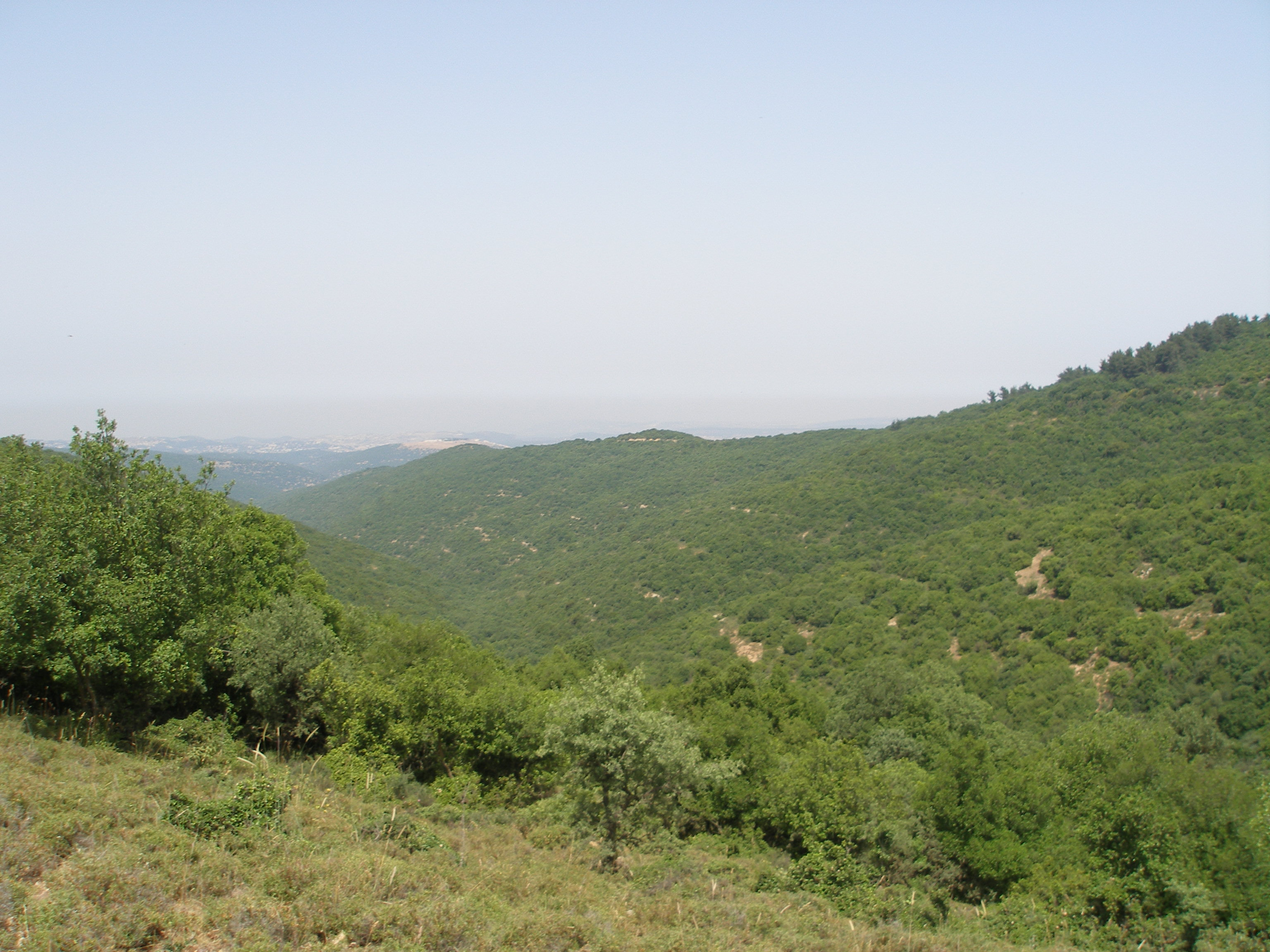
Horní Galilea
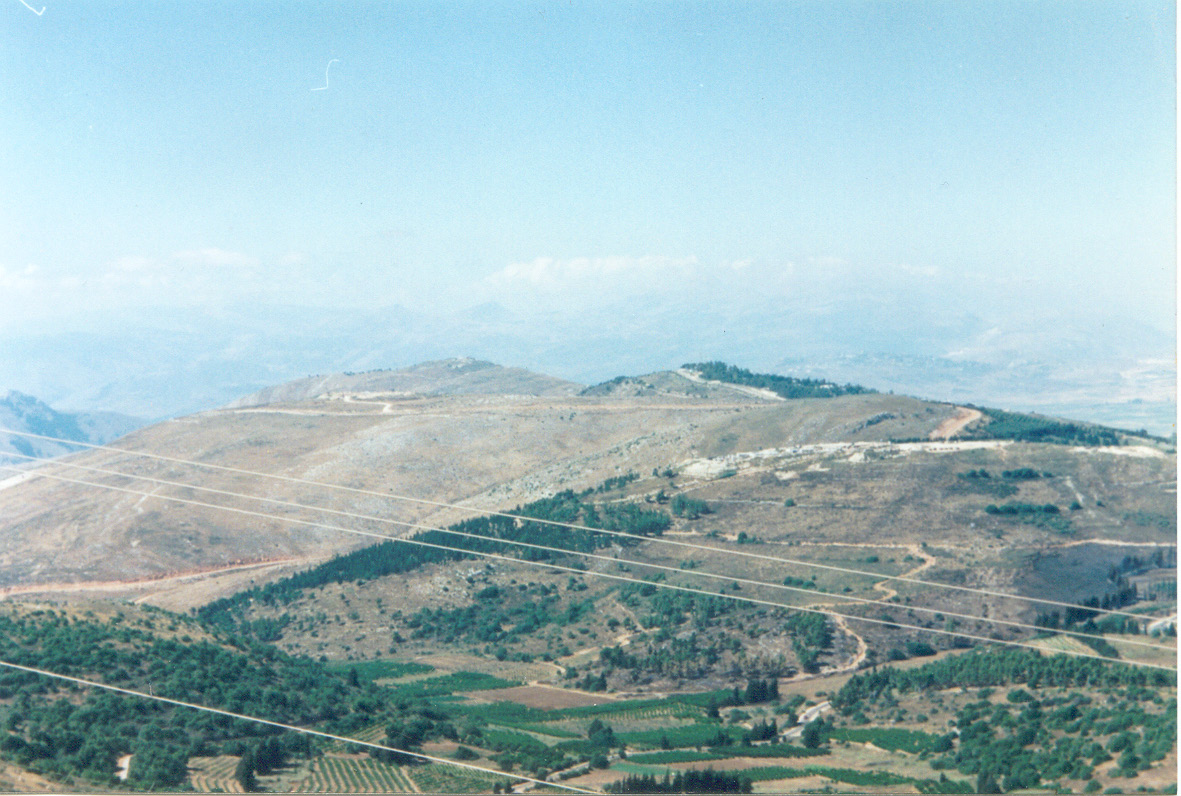
Horský hřeben Reches Ramim (hory Naftali), tvořící hranici mezi Izraelem a Libanonem